# رستوران برهنگان
رستوران برهنگان (انگلیسی: Naked restaurant) یا رستوران لختی‌ها یا رستوران با پوشش آزاد به رستورانی می‌گویند که مشتریان آن قانوناً مجازند لباسی بر تن نداشته باشند.
به‌عنوان نمونه، «رستوران آمریتا» در ژاپن (که اکنون بسته شده‌است) قوانین سفت و سختی برای ورود به مهمانی‌های برهنه خود داشت. رستوران‌های برهنه دیگر عبارتند از «رستوران بنیادی» در لندن، «ایناتو» در جزیره قناری تنریفه و «ایتالو آمریکانو» در میلان که همه آنها نیز تعطیل شدند.
«رستوران اوناتورل» پاریس، اولین رستوران برهنه فرانسه واقع در منطقه ۱۲ پاریس بود. این رستوران در نوامبر ۲۰۱۷ افتتاح شد و غذاهای فرانسوی سرو می‌کرد. در ژانویه ۲۰۱۹، مایک و استفان سادا، مالکان رستوران (که خواهر و برادر بودند)، اعلام کردند که قصد دارند فعالیت خود را در فوریه ۲۰۱۹ پایان دهند.
تعدادی بار و رستوران وجود دارد که مستقیماً از ساحل اورینت بی، سن مارتن در دریای کارائیب (که داشتن لباس در آنجا اختیاری است)، قابل دسترسی هستند و درجات مختلفی از برهنگی در آنها امکان‌پذیر است. اگرچه این اماکن اساساً در سال ۲۰۱۷ توسط توفند ایرما از بین رفتند، اما به آرامی در حال بازسازی هستند.